# トキソウ
トキソウ（朱鷺草、鴇草、学名：Pogonia japonica Rchb.f.） は、ラン科トキソウ属の多年草。

## 特徴
地下に横に這う根茎がある。所々から地上に茎を立て、花茎の高さは10-30 cmになる。葉の形は披針形または線状長楕円形で長さ4-10 cm、幅7-12 mmになり、一茎に1枚のみつける。
花期は5-7月、茎頂に紅紫色の花を1個つける。和名は花の色がトキの翼の色であるトキ色（#F5C9C6）に似ていることに由来する。萼片の長さは1.5-2.5cmで長楕円状披針形、側花弁は萼片より短く狭長楕円形、唇弁は側花弁より長く先端が3裂する。唇弁の中裂片は大きく、内側に肉質の毛状突起が密生する。花は横を向き、大きく開かない。花下に長さ2-4 cmの葉状の苞をつける。

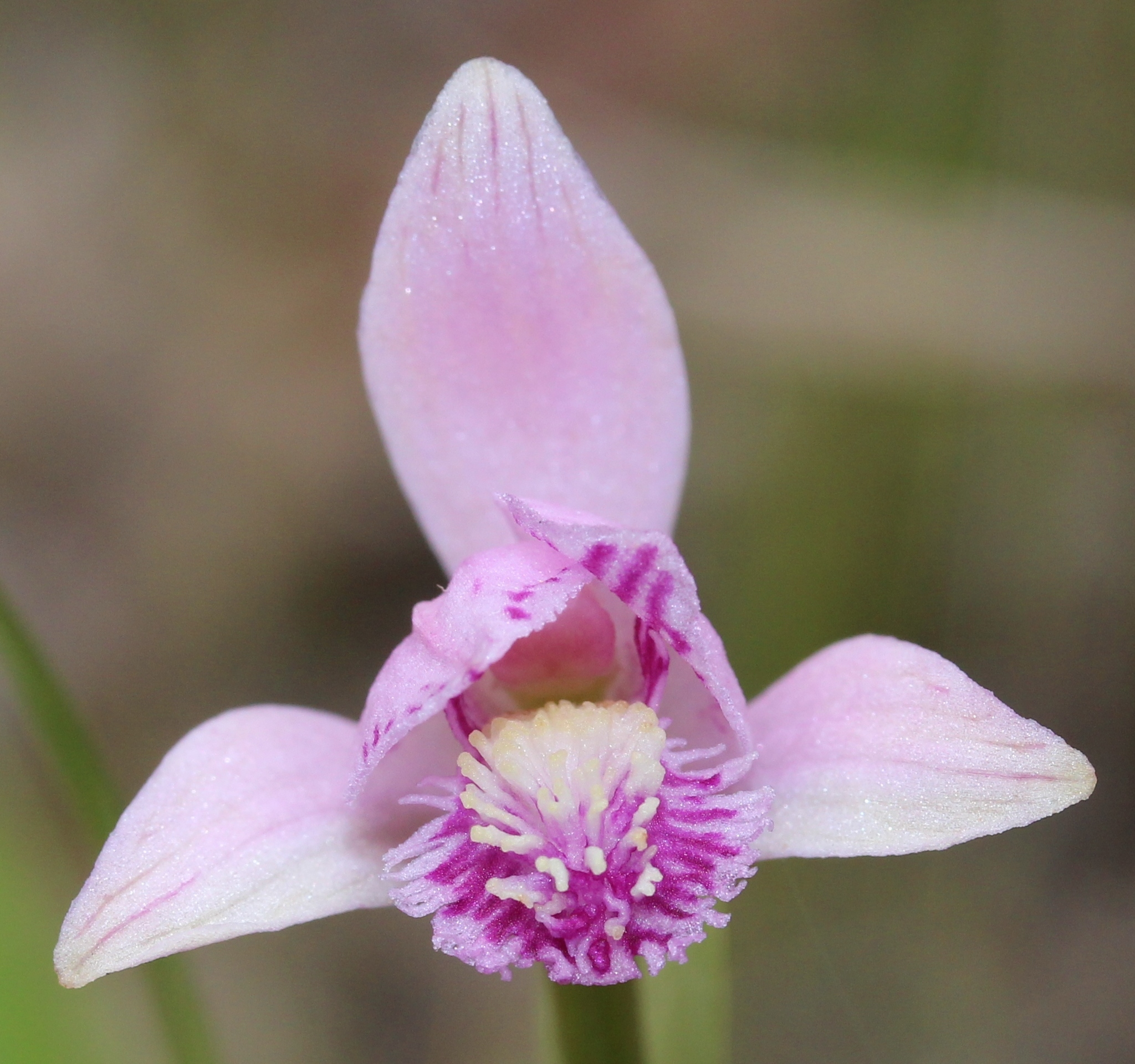
3裂する唇弁の花
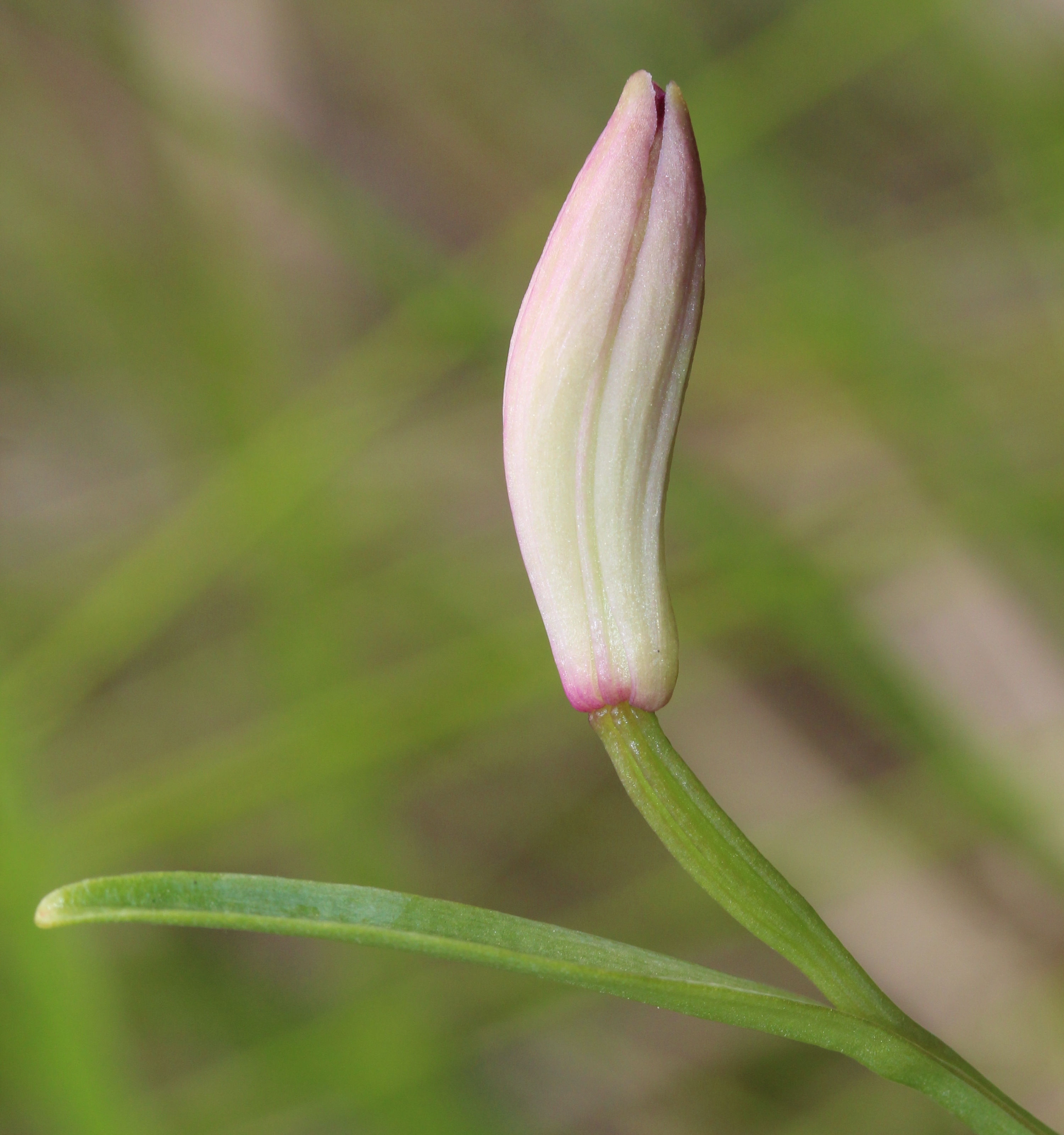
蕾
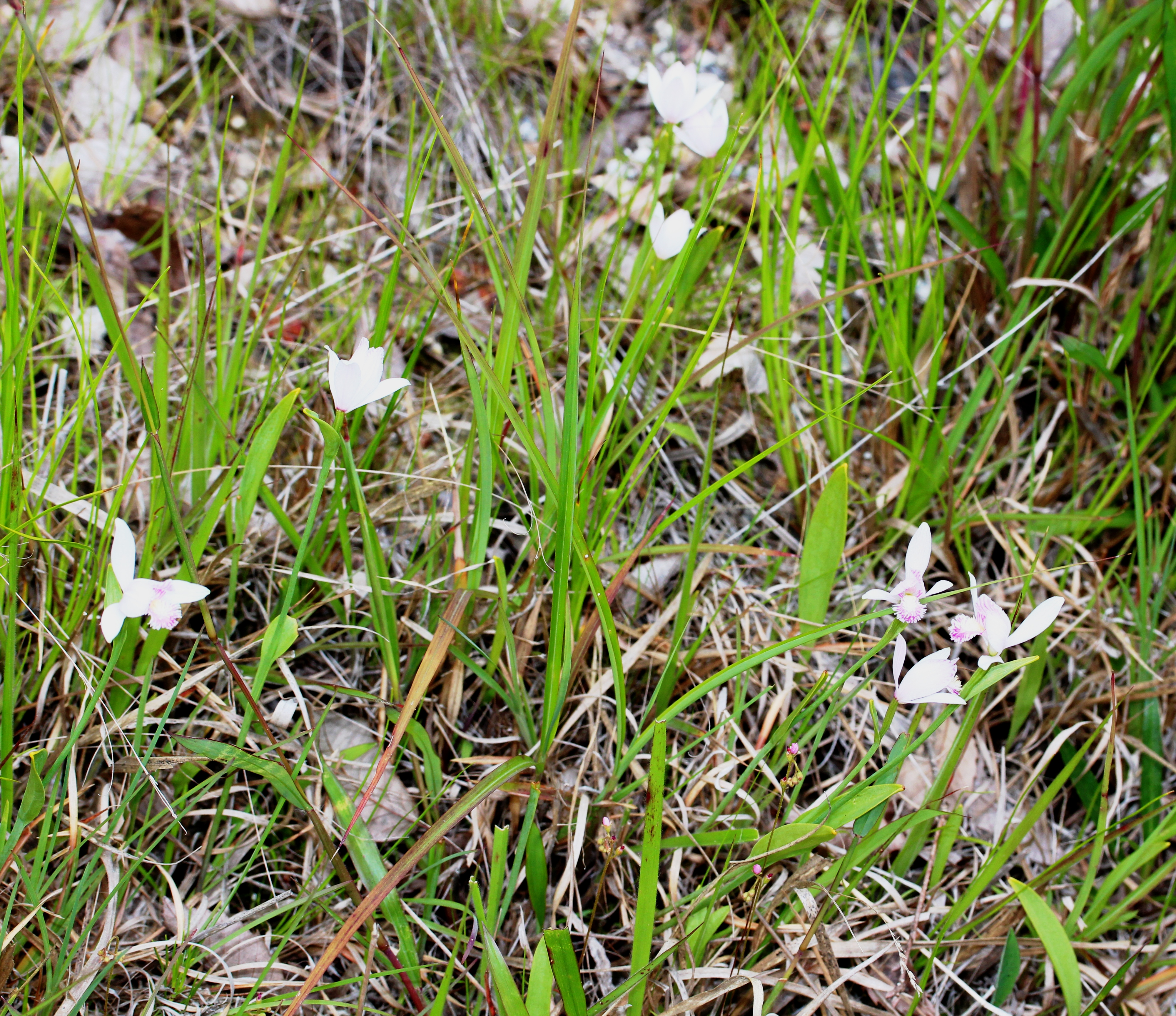
日当たりのよい湿地に生育するトキソウ

## 分布と生育環境
東アジアの中国、千島列島、朝鮮半島、日本に分布する。
日本では北海道、本州に自生し、四国、九州ではまれにみられる。日本各地の日当たりのよい原野、湿地にはえる。栽培目的の乱獲により、日本各地で非常に少なくなっている。『花の百名山』の著書（田中澄江）で、霧ノ塔（北西面の小松原湿原）を代表する花の一つとして紹介されている。

## 種の保全状況評価
準絶滅危惧（NT）（環境省レッドリスト）
日本では環境省によりレッドリストの準絶滅危惧（NT）の指定を受けている。以下の都道府県で、レッドリストの指定を受けている。
湿地自体の環境遷移、開発による湿地の消滅、盗掘などの採集により絶滅した自生地もあり、個体数は減少している。阿蘇くじゅう国立公園、瀬戸内海国立公園、北九州国定公園などで指定植物の対象となっている。埼玉県加須市の自生地は県の天然記念物「加須の浮野とその植物」の指定を受けていて、県指定希少野生動植物保護条例の指定種である。「岡山県自然保護条例」などにより採集が禁止されている。
- 絶滅（EX） - 東京都、山梨県
- 絶滅危惧IA類（CR）- 埼玉県[25]、神奈川県、和歌山県、高知県、福岡県[10]、宮崎県
  - 絶滅寸前種 - 奈良県
- 絶滅危惧I類（CRまたはEN） - 新潟県、石川県、徳島県[11]、香川県[12]、島根県[13]、佐賀県
- 絶滅危惧IB類（EN）- 茨城県、静岡県、愛知県[14]、愛媛県[15]、熊本県[16]、大分県[17]
  - 重要保護生物（B）[注釈 4] - 千葉県[18]
- 絶滅危惧II類（VU） - 宮城県、秋田県、山形県、栃木県、群馬県、富山県、福井県[19]、長野県、岐阜県[20]、三重県[21]、鳥取県[22]、岡山県[23]、広島県
  - 絶滅危急種（Vu）[注釈 5] - 北海道[26]
  - 重要希少野生生物（Bランク）[注釈 6] - 青森県[24]
  - Bランク[注釈 7] - 岩手県
- 準絶滅危惧（NT）- 福島県
  - 希少種 - 滋賀県
  - Cランク[注釈 8] - 兵庫県

## 分類

### 下位分類
- イトザキトキソウ Pogonia japonica Rchb.f. f. lineariperiantha Satomi et T.Ohsawa[1]
- シロバナトキソウ Pogonia japonica Rchb.f. f. pallescens Tatew.[1]

### 近縁種
- ヤマトキソウ Pogonia minor (Makino) Makino[1]

花は上向きにつき、花色が薄く、花がほとんど開かない。
- ミヤマトキソウ Pogonia subalpina T.Yukawa et Y.Yamashita

花は横向きにつき、唇弁の中裂片上の毛状突起が短く、花弁中央に沿って幅の広い紫色がかったピンク色の帯がある。

### 類似の種
- サワラン Eleorchis japonica (A. Gray) F. Maek.

花色がより鮮やかながら、地上の姿はやや似ている。ただし、地下には横に這う根茎はなく、偽球茎は丸い。
- タイリントキソウ Pleione bulbocodioides (Franch.) Rolfe[1]

台湾産のタイリントキソウがトキソウという名前で販売流通していることがあるが別属であり、草姿、生育環境、栽培方法などが日本産トキソウとは大きく異なる。